# Эльберфельдское восстание
Эльберфельдское восстание (немец. Elberfelder Aufstand) — восстание в городе Эльберфельд (Elberfeld; с 1929 года в составе города Вупперталь) в период Революции 1848—1849 в Германии в защиту имперской конституции, разработанной Франкфуртским национальным собранием и отвергнутой прусским королём и другими германскими монархами.
Эльберфельдское восстание было частью целого ряда восстаний в Рейнской провинции и Вестфалии, где произошли подобные события: Золинген, Грефрат, Дюссельдорф, Зигбург и Хаген. Известны также штурм арсенала в Прюме и восстание в Изерлоне. 
Началось 3 мая 1849 года с создания так называемого Комитета ландвера, призвавшего не подчиняться королевской власти и признать имперскую конституцию. 9 мая 1849 года в Эльберфельд вошли регулярные войска. Тогда началось строительство баррикад. Попытка военных без применения оружия прорваться через баррикады и арестовать членов Комитета ландвера не удалась. Затем войска отступили и сначала не предприняли никаких действий, когда разъяренная толпа повредила дом мэра Карнапа и освободила из тюрьмы многочисленных заключенных. Вечером произошли столкновения, в которых погибло несколько человек. На следующий день войска отошли для борьбы с беспорядками в Дюссельдорфе. Мэр и ведущие чиновники также покинули город.
В вакууме власти политический клуб и Комитет ландвера сформировали 10 мая «Комитет безопасности». Он взял на себя исполнительную власть в Эльберфельде и начал подготовку обороны против ожидаемых прусских войск. От 2000 до 3000 добровольцев, в основном из близлежащих городов и общин, стекались в Эльберфельд, чтобы поддержать восстание. Военное руководство было поручено бывшему прусскому офицеру Отто фон Мирбаху.
В Эльберфельдском восстании участвовал Фридрих Энгельс. Ему было поручено руководство фортификационными работами и командование артиллерией. Энгельс надеялся превратить части обороны в революционную армию и рассчитывал, что восстание охватит всю Рейнскую область. Линия Энгельса на объединение локальных очагов восстаний в Рейнской провинции встретила сопротивление умеренных кругов, это привело к тому, что Комитет безопасности запретил ему въезд в город.
С 13 по 16 мая представители Комитета безопасности пытались вести переговоры с правительством по поводу признания последним имперской конституции. 16 мая истек срок действия ультиматума правительства Рейнской провинции, и неминуемое вторжение прусских войск привело к быстрому краху восстания. Большая часть иностранных добровольцев покинула город. В ночь на 17 мая фон Мирбах и его оставшиеся войска покинули город, чтобы присоединиться к восстанию в Пфальце. Затем многие видные сторонники восстания бежали. 19 мая город заняли прусские войска. Мэр был отстранен от должности, а муниципальный совет распущен. В 1850 году 150 участников восстания были осуждены.